# 非洲行动大会
非洲行动大会（英語：African Action Congress，缩写为AAC）是尼日利亚的一个左翼政党。2018年8月15日，该党成立于阿布贾，创始人是Omoyele Sowore。该党的意识形态是进步主义。该党的领袖是Omoyele Sowore，书记是Mohammed Salisu Ndabawa。该党的总部位于阿布贾。该党的口号是“采取行动”。该党是争取革命联盟（附属于进步国际）的成员。